# 第48回日劇學院賞
←第47回 - 第48回 - 第49回→
第48回日劇學院賞，針對2006年1月到3月在日本播出的連續劇做出投票與評比。

## 得獎名單

### 最優秀作品賞
1. 白夜行
2. Unfair
3. 時效警察
4. 西遊記
5. 輪舞曲

- 讀者票：1.白夜行；2.西遊記；3.輪舞曲
- 記者票：1.Unfair；2.白夜行；3.時效警察
- 評審票：1.Unfair；2.輪舞曲；3.時效警察

### 主演男優賞
1. 山田孝之（白夜行）
2. 香取慎吾（西遊記）
3. 小田切讓（時效警察）

- 讀者票：1.山田孝之（白夜行）；2.香取慎吾（西遊記）；3.竹野內豐（輪舞曲）
- 記者票：1.山田孝之（白夜行）；2.小田切讓（時效警察）；3.唐澤壽明（小早川伸木之戀）
- 評審票：1.香取慎吾（西遊記）；2.小田切讓（時效警察）；3.竹野內豐（輪舞曲）

### 主演女優賞
1. 篠原涼子（Unfair）
2. 米倉涼子（獸道）
3. 小林聰美（神不擲骰子）

- 讀者票：1.篠原涼子（Unfair）；2.崔志宇（輪舞曲）；3.小林聰美（神不擲骰子）
- 記者票：1.篠原涼子（Unfair）；2.米倉涼子（獸道）；3.崔志宇（輪舞曲）
- 評審票：1.篠原涼子（Unfair）；2.米倉涼子（獸道）；3.小林聰美（神不擲骰子）

### 助演男優賞
1. 武田鐵矢（白夜行）
2. 瑛太（Unfair）
3. 北村一輝（夜王）

- 讀者票：1.武田鐵矢（白夜行）；2.渡部篤郎（白夜行）；3.内村光良（西遊記）
- 記者票：1.武田鐵矢（白夜行）；2.北村一輝（夜王）；3.瑛太（Unfair）
- 評審票：1.武田鐵矢（白夜行）、瑛太（Unfair）、北村一輝（夜王）（並列）

### 助演女優賞
1. 綾瀨遙（白夜行）
2. 麻生久美子（時效警察）
3. 杉田薰（護士小葵）

- 讀者票：1.綾瀨遙（白夜行）；2.深津繪里（西遊記）；3.麻生久美子（時效警察）
- 記者票：1.綾瀨遙（白夜行）；2.麻生久美子（時效警察）；3.若村麻由美（獸道）
- 評審票：1.綾瀨遙（白夜行）；2.杉田薰（護士小葵）；3.若村麻由美（獸道）

### 其他
- 新人俳優賞：村川繪梨（風中的小遙）
- 腳本賞：佐藤志麻子（Unfair）
- 音樂賞：菅野祐悟、KREVA（輪舞曲）
- 監督賞：三木聡、岩松了、園子温、塚本連平、ケラリーノ・サンドロヴィッチ（時效警察）
- 片頭片尾賞：獸道
- 電視週刊特別賞：西遊記的美術製作、CG製作以及世界觀